# محمود الجيلي صلاح الدين
محمود الجيلي صلاح الدين السماني، شاعر وإعلامي سوداني، ولد في 3 مارس 1981م في مدينة طابت الشيخ عبد المحمود. وهو حاصل على بكالوريوس هندسة الحاسوب من جامعة الجزيرة في السودان.

## التعليم
درس الابتدائي في القرية أربعين بالفاو، والثانوي في مدينة طابت الشيخ عبد المحمود، ثم التحق بجامعة الجزيرة كلية الهندسة قسم هندسة الكمبيوتر.

## الحياة العملية
يعمل الجيلي حالياً مقدم برامج إذاعية وتلفزيونية، مدير برامج إذاعة هلا 96، قدم للتلفزيون برنامج «ريحة البن» وللإذاعة برنامج «قصيدة على مزاجك» الأسبوعي، وله عدد كبير من الاشعار المكتوبة والمغناة.
بدأ الشاعر محمود الجيلي تواجده علي المسرح منذ نعومة أظفاره، وفي عام 1997 شارك في الدورة المدرسية وتم اختياره من ضمن طلاب الفصل ليس لأنه من أفضل من كتب الشعر (علي حد قوله)، بل لأنه كان يجيد الإلقاء، وقد نال الميدالية الذهبية في مسابقة الشعر في اوائل مشاركاتة مما خلق لديه ثقة كبيرة في مواجهة الجمهور وبداء رحلة اعلان نفسه كشاعر.
أما عن فترة النضوج الفكري فقد كان الشاعر محمود الجيلي يدرس في جامعة الجزيرة التي بدورها ثقلت عنده النضج الشعري التفاعلي، وقد اسس فيها منتدى ريحة البن اواخر عام 1999، وكانت تجذب شعراء كبار ومتذوقين للشعر من شتى انحاء مدينة مدني وايضا كان هنالك بعض الشباب يأتون من الخرطوم خصيصا لحضور المنتدى. تطورت فكرة منتدي ريحة البن من منتدي ثقافي في احدي اطراف مدينة مدني الي برنامج تلفزيوني وذلك التطور كان موازيا لتطور الشاعر محمود الجيلي الي اعلامي ومقدم برامج.

### انجازاته الشخصية كإعلامي
برنامج ريحة البن وهو برنامج تلفزيوني يبث في شهر رمضان، يقوم باستضافة الشعراء وطرح المشاريع الشعرية المختلفة.
يعتبر الشاعر والاعلامي محمود الجيلي من رواد تطوير البرامج التلفزيونية الثقافية في السودان. برنامج ريحة البن من البرامج النادرة من حيث الفكر والمحتوي فهو لا يقدم غناء ولا صورا مبهره ولا احاديث مثيره للجدل، فهو متخصص مغاير لكل البرامج الشعرية التي تعرض علي الشاشة الصغيرة، وبرغم ذلك فقد استولي علي لب المشاهد واصبح من سمات المادة التلفزيونية في الشهر الكريم التي ينتظرها الجميع صغارا وكبارا.
برنامج ريحة البن هو من فكر واعداد وتقديم الاعلامي محمود الجيلي. تمكن عبر السنوات استضافة كبار الشعراء السودانيين منهم «صلاح حاج سعيد» و«عبد القادر الكتيابي» و«عزالدين هلالي» وغيرهم من كبار الشعراء.
وتطور البرنامج تدريجيا فاستضاف الشاعر المصري المبدع «هشام الجخ» والشاعر المصري الكبير «فاروق جويدة» والذي عقب علي تجربته في مقال نشر في جريدة الاهرام تحت عنوان السودان «أحلام وطن وكبرياء شعب» قائلا:
«وافقت ان اكون ضيفهم في هذا البرنامج لعدة حلقات وكانت تجربة ثرية بالنسبة لي ان يجتمع هؤلاء الشباب من البداية على حب الشعر وان تصل بهم الجرأة والمغامرة ان يقدموا انفسهم على الشاشات متحدين مسليات رمضان ومسلسلات والفن الهابط والجاد ويفوزوا في السباق ويصبح برنامجهم الأكثر مشاهدة في جميع القنوات ويتصدر قائمة اهتمامات الشعب السوداني، سمعت شعرا جميلا ورأيت شبابا واعدا يقوده مذيع شاب هو الذي اسس هذه الجماعة منذ سنوات وهو الشاعر محمود الجيلى كان ابوه شاعرا معروفا في السودان.»
من انجازاته أيضا برنامج (قصيدة علي مزاجك) وهو برنامج اسبوعي مختص بالشعر، يقدم علي اذاعة هلا علي الموجة القصيرة FM.
اهتم الشاعر والاعلامي محمود الجيلي بتقديم واثراء الساحة الشعرية بمبدعين جدد. فقد كرس برنامجه الاذاعي الاسبوعي (قصيدة علي مزاجك) علي تقديم شعراء جدد ومبدعون قدامي بأثواب جديده واعطاء هذه الاصوات الشعرية منبرا دائما للإطلالة علي المهتمين بأمر الشعر والشعراء.

### انجازاته الشخصية كشاعر
الشاعر محمود الجيلي له أكثر من 70 قصيدة معظمهم باللهجة العامية السودانية، وعلى الرغم من أنه بدأ الشعر بكتابة القصيدة الفصحى إلا أنه كرس أعماله مؤخراً على العامية، وكثير من قصائده مسجلة صوتيا كما صدر له مؤخرا ديوانان مطبوعان الأول باللهجة السودانية المحكية بعنوان (أبوي) و الثاني باللغة العربية الفصحى بعنوان (النور الذي في القلب) وله ديوان ثالث  قيد الطباعة 

## القصائد المغناة
نالت القصائد التي كتبها محمود الجيلي رواجا كبيرا في الإطار الاعلامي وحتي علي صعيد الشارع العام؛ فقد نالت اغنياته الشهرة من حيث الاستماع الجماهيري وقد حاز علي جائزة احسن أغنية بناء علي تصويت الجمهور لعام 2015 عن أغنية «ساعه» وأفضل أغنية لعام 2016 عن أغنية «الناس معادن» وذلك حسب صحيفة ريبورتاج الالكترونية.
وقد تغنى له عدد من الفنانين السودانيين مثل الفنان «معتز صباحي» و«محمد الجزار» و«شكرالله عزالدين» و«محمد عبد الجليل» وغيرهم الكثيرين.

## من أبرز ما كتب باللغة العامية
- نقاط الزير
- صيوان عزاي
- سال الفراش ورده
- بينــــا المحبة مقسمه
- عتاب احباب
- تسألني مشتاق قدر إيه؟
- عشانك
- كلما تحس بالمواجع
- العيد على الابواب
- انا شفتها
- خت قدمك علي باب القلب براحة
- يا قلبي
- وبقيت أخاف من المحبة
- كنت مستنيك
- مين سهران معايا
- نفسي أشوفك
- قلنا نشوف غلاوتنا
- عينيك أحلى لصوص
- أنت حر
- يا مراية
- بتخيل
- تلقى في عينيك دموع
- في نفس الحتة
- خت نفسك مكاني
- لو عارفين
- جرح المحبة
- نورت بيتك ومطرحك
- هو الباقي من ايامنا كم
- يلا ارحل
- يوم سفرك
- بتتدبر
- بتخاف علي؟؟
- ايوة بخونك
- عيونك يا جميل
- ناوي ارحل
- يوم سفرك
- نعمة
- صفق الشجر
- مين سهران معاي
- غايتو
- مرجوع
- ما قلتي ضوء
- الريدة خشم بيوت
- قسمة وقروش
- انا استأذن
- كان مختلف
- زول
- اسفا
- أيام وعدت
- يا بت
- صدفة وردية
- ذنبك انك

## من أبرز ما كتب باللغة العربية الفصحى
- مي
- (يا وردة نبتت على غصن جميل ناضر)
- اليك أزج
- قالوا
- هي السادسة.